# أساسنز كريد 3
أساسنز كريد III (بالإنجليزية: Assassin's Creed III)‏ هي لعبة فيديو طورت ونشرت بواسطة شركة يوبي سوفت وتم أصدارها في 30 أكتوبر 2012. ستكون الرئيسي الخامس في سلسلة أساسنز كريد وتحمل الرقم ثلاثة في عنوانها. ستجري أحداثها خلال الثورة الأمريكية وستضم بطل رواية جديد، بدلا من الطائر ابن لا أحد وإيزيو أوديتوري، وصدرت في الشرق الأوسط باللغة الإنجليزية فقط.

## التطوير
بدأ العمل على أساسنز كريد 3 فوراً بعد إصدار أساسنز كريد 2 في 2009 بواسطة فريق كبير من المطورين الذين يعملون في يوبي سوفت. باتريس ديسيليت المخرج الإبداعي السابق للسلسلة علق على قصة أساسنز كريد 3 أنها ستركز على سعي جماعة الأساسنز للحيلولة دون نهاية العالم في عام 2012 وسباقهم ضد الوقت للعثور على المعابد و«تفاح عدن» التي بناها«أولئك الذين جاؤوا قبل». وديزموند ميلز سوف يبحث عن أدلة إلى مواقع هذه المعابد، من خلال استكشاف ذكريات واحد (أو أكثر) من أسلافه الأخرى ن. 

في أكتوبر 2011 أعلن ألكسندر أمانسيو - المخرج الإبداعي للعبة أساسنز كريد ريفليشنز - أن الجزء القادم من السلسلة من المقرر إصداره قبل ديسمبر 2012، بيد أن أمانسيو نفسه لن يقوم بإخراج اللعبة.

## القصة
سلسلة أساسنز كريد كانت منذ بدايتها تدور حول الشاب ديزموند الذي يعود بآلة الزمان إلى العصور القديمة والتي من خلالها يستكشف لنا أسلاف أجداده مثل الطائر وأزيو، ولكن شركة يوبي سوفت أرادت أن تكمل اللعبة في أجواء أخرى بعيدة عن التاريخ العربي الإسلامي القديم،
القصة سوف تدور في أحداث الثورة الأمريكية ما بين عام 1753 و1783، والتي سوف تركز على شخصية جديدة جدا حول شاب مختلط الجنسية نصف انجليزى والنصف الأخر من قبيلة موهوك Mohawk التي تمثل قبائل الهنود الحمر، وتم تسميته عند ولادته باسم Ratohnhaké:ton والذي أشتهر بعد ذلك باسم كونور كينواي (Connor)، وسوف يتم مهاجمة بيته من قبل المستعمرين البريطانيين مما يدفعه لدخول المعركة ضد الظلم والاستبداد، ومن هنا سوف تتوالى الأحداث ويعتقد أنه سوف يقابل شخصيات تاريخية مثل: جورج واشنطن وبينجامين فرانكلين وتشارلز لي.

## أسلوب اللعبة
اللعبة سوف تدور في مناطق ريفية كبيرة أكبر في المساحة من الأجزاء السابقة، وسيكون هناك لعب أيضا في مدن مثل مدينة بوسطن ونيويورك والتي ستعرض بيئة جديدة جدا عن بيئة الريف الأصلية للعبة، وكما تعودنا من اللعبة أنها من نوعية المغامرة والأكشن والتي تعتمد على منظور الشخص الثالث والذي يظهر البطل بشكل كامل، وكما تعودنا فاللعبة تعتمد على الحركات الخاصة بالبطل من التسلق والقفز على الطبيعية مثل الشجر والعربات والتنقل بين الأشجار والتي تجعلك في موضع رؤية أفضل للأعداء وتستطيع التسلل على الشجر دون أن يشعروا بك.
وسوف تظل اللعبة تتمتع بنفس أسلوبها القديم وهو استخدام نظام الخلسة والتسلل من الأعداء وقتلهم على حين غفلة، واللعبة واقعة في وقت يتم استخدام أسلحة البارود فيه وهي أسلحة نارية أولية والتي يستخدمها الأعداء، لذلك فاللعبة ستجعلنا نستخدم نظام الخلسة بشكل كبير حتى نبتعد عن طلقات النار من الأعداء، واللعبة تتيح لنا عدة أسلحة مثل الفأس أو السكين أو القوس أو المسدسات، وأيضا اللعبة سوف تتيح لنا نظام التغطية بدروع بشرية، حيث يمكنك أن تمسك بالأعداء وتجعلها دروع لتتصدى بها طلقات العدو حتى يمكنك قتل بقية الأعداء، وهناك العديد من الاستراتيجيات والأفكار المأخوذة من الأجزاء السابقة والتي تعتمد عليها السلسلة مثل جمع المال ولكن بطريقة مختلفة هذه المرة مثل تعقب الحيوانات واصطيادها وبيعها لتجميع المال، كما أن هناك إشاعات حول نمطي اللعب التعاوني ومتعدد اللاعبين، ولكن الشركة لم تظهر أي جديد حول الخبر وحول مميزاته الجديدة.
دائما ما تبهرنا شركة يوبي سوفت بأعمالها الواقعية والتجسيد العالي في الألعاب كما شاهدنا في أمير بلاد فارس أو قاتل في العقيدة، ولكن هذه المرة تعمل الشركة بمحرك أنفيل المحسن والجديد والذي يوضح تأثيرات البيئة والتفاعل معها من خلال التغيرات الموسمية مثل شروق الشمس في الصيف بمظهر طبيعي وتساقط الثلج في الشتاء والذي يجعل الأمر واقعيا أثناء اللعبة، مثل تعثر الجنود في الثلج وتبطئ خطواتهم ومشاهدة البحيرات متجمدة، كما أن المحرك يستطيع أظهار أكثر من ألف جندي في المعركة بشكل واضح غير بقية الألعاب التي تمحى منها بعض الجنود ويحدث أخطاء تقنية، وهذا يدل على أننا سوف نشهد عصر جديد في عالم الجرافيك على يد شركة يوبي سوفت في الجزء الثالث.

## روابط خارجية
- أساسنز كريد 3 على موقع IMDb (الإنجليزية)